# Agenzia europea per la difesa
L'Agenzia europea per la difesa (EDA) è un'agenzia dell'Unione europea con sede a Bruxelles. Si occupa della politica estera e di sicurezza comune dell'Unione europea ed è stata istituita il 12 luglio 2004 dal Consiglio dell'Unione europea. L'EDA serve tutti gli stati membri dell'Unione europea ed ha accordi specifici con Norvegia, Serbia, Svizzera e Ucraina. Ha inoltre concluso un accordo amministrativo con il dipartimento della difesa degli Stati Uniti che prevede una maggiore cooperazione transatlantica nel settore della difesa in settori specifici, compreso lo scambio di informazioni.
A partire dal 2017, congiuntamente al Servizio europeo per l'azione esterna, svolge anche la funzione di segretariato della Cooperazione strutturata permanente (PESCO) in materia di difesa, cui partecipano 26 dei 27 Stati membri dell'Unione europea.

## Missione
Il Consiglio ha istituito l'EDA “affinché supporti gli stati membri ed il Consiglio nel loro sforzo di migliorare le capacità difensive europee nel campo della gestione delle crisi e sostenga la politica europea di sicurezza e di difesa com'è ora e come si svilupperà nel futuro”. Per giungere a questo fine, si occupa di quattro attività principali:
- sviluppo delle capacità difensive;
- promozione della tecnologia e della ricerca per la difesa;
- promozione della cooperazione tra gli armamenti;
- creazione di un mercato europeo di attrezzature per la difesa e rafforzamento della base tecnologica ed industriale della difesa europea.

## Struttura

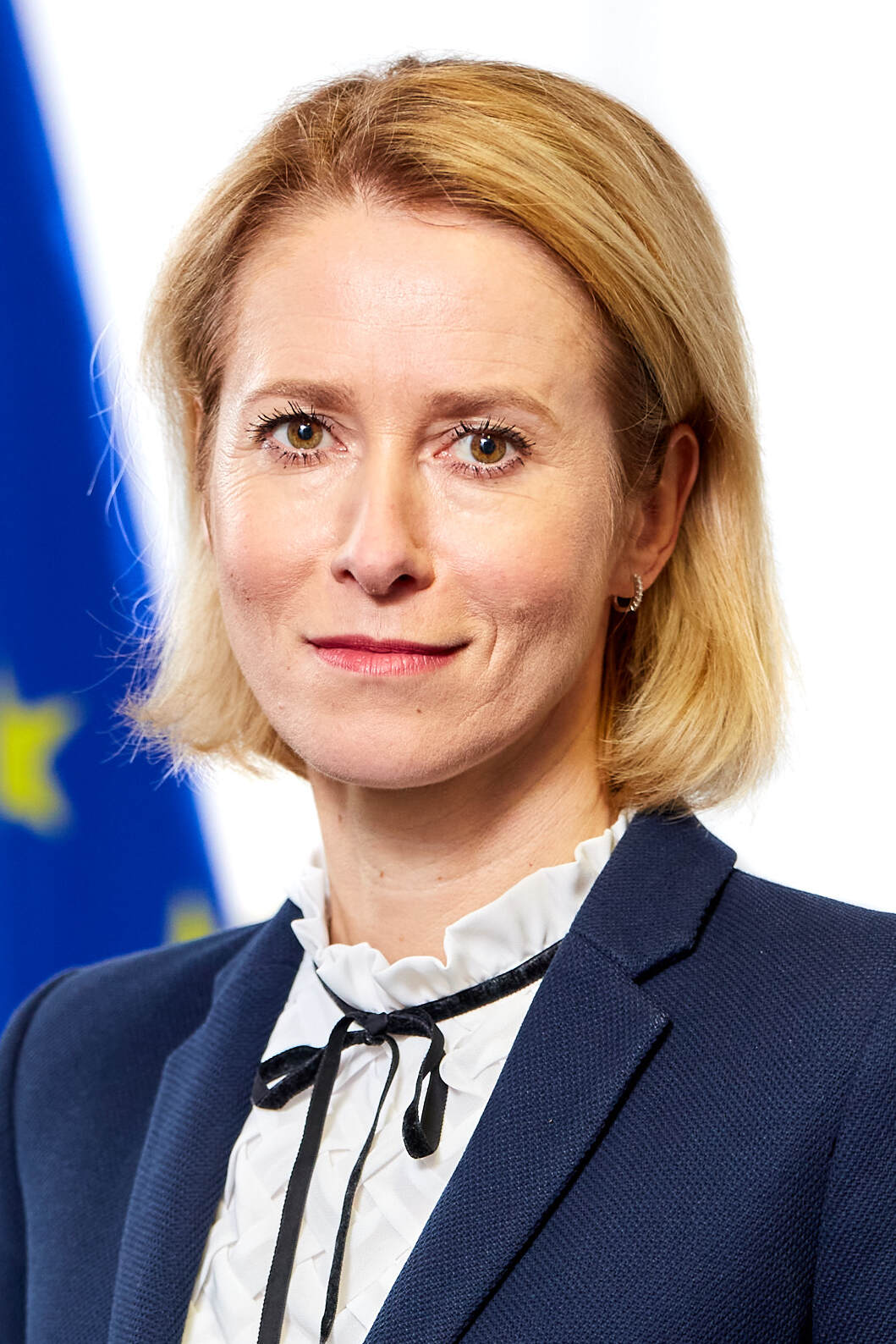
Kaja Kallas è il capo dell'EDA

L'agenzia è comandata da tre figure:
- il capo dell'agenzia: è responsabile dell'organizzazione e del funzionamento complessivo, garantisce la realizzazione dei punti essenziali e delle decisioni, presiede gli incontri ministeriali del tavolo di governo; attualmente è Kaja Kallas (anche Alto rappresentante dell'Unione per gli affari esteri e la politica di sicurezza, primo vicepresidente della Commissione europea, capo del Servizio europeo per l'azione esterna e presidente del Consiglio Affari esteri);
- tavolo di governo: prende le decisioni sul conto dell'agenzia; è composto dai ministri della Difesa degli stati membri e da un rappresentante della Commissione europea ed è guidato dal capo dell'agenzia;
- direttore generale: è il capo del personale ed è responsabile della supervisione e della coordinazione delle unità.

A fine 2024, il personale dell'EDA era composto da circa 200 persone.
L'Agenzia europea per la difesa è la continuazione del lavoro dell'Agenzia di controllo degli armamenti dell'Unione europea Occidentale (WEAO) e del Gruppo di controllo degli armamenti dell'Unione europea Occidentale (WEAG) ed effettivamente rappresenta il trasferimento delle loro funzioni dall'Unione europea Occidentale all'Unione europea.

### Capi dell'EDA
- Javier Solana, 2004 - 2009
- Catherine Ashton, 2009 - 2014
- Federica Mogherini, 2014 - 2019
- Josep Borrell, 2019 - 2024
- Kaja Kallas, 2024 - presente

### Direttori generali dell'EDA
- Nick Witney, 2004 – 2007
- Alexander Weis, 2007 – 2010
- Claude-France Arnould, 2010 – 2015
- Jorge Domecq, 2015 – 2020
- Jiří Šedivý, 2020 – 2025[4]
- André Denk, 2025 – presente[5]